# Kanton Langon
Kanton Langon (fr. Canton de Langon) je francouzský kanton v departementu Gironde v regionu Akvitánie. Tvoří ho 13 obcí.

## Obce kantonu
- Bieujac
- Bommes
- Castets-en-Dorthe
- Fargues
- Langon
- Léogeats
- Mazères
- Roaillan
- Saint-Loubert
- Saint-Pardon-de-Conques
- Saint-Pierre-de-Mons
- Sauternes
- Toulenne